# Sorare
Sorare is een fantasievoetbalspel, waarbij spelers een virtueel team kopen, verkopen, verhandelen en beheren met digitale voetbalspelerkaarten. De game maakt gebruik van op Ethereum gebaseerde blockchaintechnologie, en werd in 2018 opgestart door Nicolas Julia en Adrien Montfort. 
Gebruikers vormen als managers virtuele teams van vijf voetballers. Hiervoor gebruiken ze "blockchain-kaarten" op het Sorare-platform. Teams worden gerangschikt op basis van de prestaties van hun spelers in werkelijke wedstrijden en krijgen hiervoor punten, net zoals in andere fantasievoetbalspellen. Het is daarmee vergelijkbaar met Megascore of De Gouden 11. 
Op mei 2021 waren er 140 teams opgenomen in de game.  Onder hen zijn teams uit de Portugese, Braziliaanse, Duitse, Italiaanse, Franse, Nederlandse, Argentijnse, Mexicaanse en Engelse competities. De Belgische Jupiler Pro League heeft al haar teams gelicentieerd in Sorare. 
Het bedrijf krijgt kritiek, omwille van de onduidelijke verdeling van punten op basis van de gespeelde wedstrijden en het ontbreken van een controlemechanisme zoals die bij gokbedrijven. Hierdoor zijn allerhande vormen van fraude, zoals handel met voorkennis, mogelijk en niet strafbaar.

## Community
Sorare heeft een levendige community van sportfans en verzamelaars aangetrokken. De combinatie van fantasy sport gameplay en blockchain-gebaseerde digitale verzamelobjecten spreekt een divers publiek aan, van traditionele sportliefhebbers tot technisch onderlegde crypto-gebruikers.

Met voortdurende updates, nieuwe partnerschappen en een groeiend gebruikersbestand blijft Sorare de weg wijzen in het samenbrengen van sportentertainment en digitale innovatie. 